# Turbina (román)
Turbina je společenský román českého spisovatele Karla Matěje Čapka-Choda z roku 1916.
Vypráví o úpadku továrníka Ullika, který zkrachuje i se svou akciovou společností Turbina.

## Filmová adaptace
- Turbina - československý film režiséra Otakara Vávry z roku 1941.